# Pierre Oba

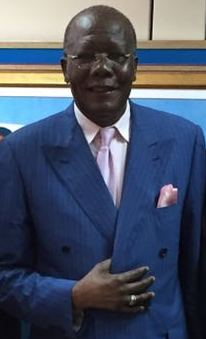
Pierre Oba

Pierre Oba (* 17. Juli 1953 in Ollembé, Mittelkongo, heute: Brazzaville) ist ein Politiker der Republik Kongo.

## Leben
Oba, der zur Volksgruppe der Mboschi gehört, wurde 1984 von seinem Cousin, Staatspräsident Denis Sassou-Nguesso, zum Direktor der Präsidialen Sicherheit sowie am 11. September 1987 zum Generaldirektor für öffentliche Sicherheit ernannt. 1989 wurde er ferner Mitglied des Zentralkomitees der Kongolesischen Arbeiterpartei PCT (Parti Congolais du Travail). Nachdem Sassou-Nguesso sein Präsidentenamt bei den ersten freien Wahlen am 31. August 1992 verloren hatte, verlor Oba sein Amt als Generaldirektor für öffentliche Sicherheit und gründete 1993 zusammen mit Michel Ngakala die Cobras, eine dem nunmehrigen Oppositionsführer Sassou-Nguesso loyal ergebene Miliz.
Nach dem erneuten Amtsantritt von Staatspräsident Denis Sassou-Nguesso wurde Oba am 2. November 1997 von diesem zum Minister für Inneres und Sicherheit ernannt und bekleidete dieses Ministeramt bis zum 18. August 2002. Im Anschluss fungierte er zwischen dem 18. August 2002 und dem 7. Januar 2005 als Minister für Sicherheit und Polizei. Seit dem 7. Januar 2005 bekleidet Oba in der Regierung von Staatspräsident Sassou-Nguesso das Amt des Ministers für Bergbau und mineralische Industrien. Nach dem Tode von Jean-Baptiste Tati Loutard von Juli bis zum 15. September 2009 fungierte er zeitweise auch als Minister für Kohlenwasserstoffe.

## Weblink
- Eintrag in rulers.org

| Personendaten    | Personendaten                            |
| ---------------- | ---------------------------------------- |
| NAME             | Oba, Pierre                              |
| KURZBESCHREIBUNG | kongolesischer Politiker                 |
| GEBURTSDATUM     | 17. Juli 1953                            |
| GEBURTSORT       | Ollembé, Mittelkongo, heute: Brazzaville |